# 文超
文超（1987年1月16日—），是一名中国足球运动员，现效力中国足球甲级联赛球队廈門鷺島，司职前锋。

## 俱乐部生涯
文超自幼加盟家乡球队沈阳金德青训体系，在2007年随沈阳金德南迁长沙，并被提升进入长沙金德一线队。2008年，文超被租借到中国足球乙级联赛球队湖南湘涛一年，帮助球队打入淘汰赛，但在淘汰赛第二轮以总比分1比5惨败于天津火车头，冲甲失败。2009年，回到长沙金德的文超开始获得一些出场机会。4月12日，他在联赛第4轮长沙金德主场2比1击败天津泰达的比赛第72分钟替补金殷中出场，首次在中超联赛亮相。他在2009赛季出场9次，其中只有一次是以首发身份出场，没有进球。2010赛季，文超并没有得到出场机会，赛季结束后长沙金德联赛排名垫底降级，球队被转卖到深圳成立深圳凤凰足球俱乐部参加2011赛季中甲联赛，队中大批球员离队，但文超选择留守。2011年5月5日，他在2011年中国足协杯第一轮深圳凤凰主场3比0击败沈阳东进的比赛中射进在球队的首个进球。6月25日，文超在深圳凤凰客场挑战沈阳东进的联赛比赛中又取得进球，这是他为球队取得的首个联赛进球，帮助深圳凤凰2比0击败对手。赛季中，深圳凤凰又被转卖到广州成立广州富力足球俱乐部，并最终以联赛亚军的成绩重返中超，文超在这个赛季中出场13次，其中4次首发，打进4球。